# Rowley (Massachusetts)
Rowley – miasto w Stanach Zjednoczonych, w stanie Massachusetts, w hrabstwie Essex.